# فهرست دانشگاه‌های فلوریدا

## دانشگاه‌های ایالتی
- دانشگاه کشاورزی و مکانیک فلوریدا
- دانشگاه بین‌المللی فلوریدا
- دانشگاه ایالتی فلوریدا
- دانشگاه فلوریدا
- دانشگاه مرکز فلوریدا
- دانشگاه فلوریدای جنوبی
- دانشگاه فلوریدای غربی
- دانشگاه فلوریدا آتلانتیک

## موسسات خصوصی
- دانشگاه میامی (فلوریدا)
- دانشگاه تمپا

## موسسات آموزشی فنی
- موسسه فناوری فلوریدا